# ロボット殿堂

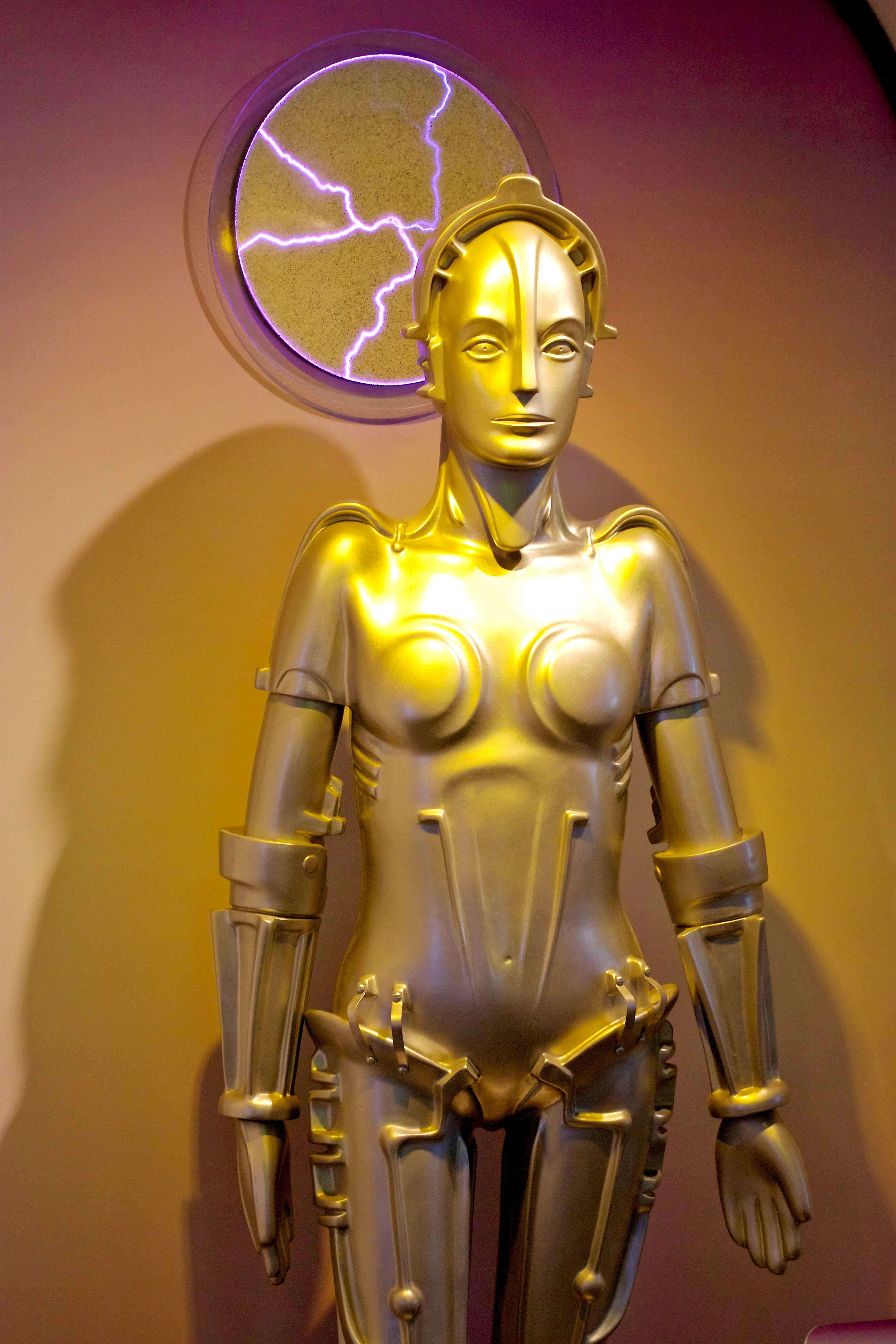
映画『メトロポリス』のキャラクター「マリア」は殿堂入りし、レプリカがカーネギー・サイエンス・センターに展示されている。

ロボット殿堂（ロボットでんどう、英: Robot Hall of Fame）とは、現実・フィクションを問わずロボティクスに大きく貢献したロボットを記念する殿堂である。
ロボット技術の画期的な成果とともに、ロボット研究者およびロボットそのものが社会や科学にもたらす功績を幅広く顕彰するころと目的とする。技術革新を具現化した実在のロボットと、未来を示唆しロボット研究者を刺激するような空想上のロボットが殿堂入りしている。
ロボット殿堂は、2003年にカーネギーメロン大学のコンピューターサイエンス学部で創設された。ロボット殿堂を作るというアイデアは同学部長（当時）のジェームス H．モリスが発案した。彼は、「我々は、実際にまたは潜在的に有用な機能を有しその能力を実証したロボット、およびフィクションとして人々を楽しませ世界的に名声をなしたロボットを称賛したい」と述べている。最初の殿堂入り式典は、2003年10月にカーネギー・サイエンス・センターで執り行われ、4つのロボットが殿堂入りした。翌2004年からは2年ごとに殿堂入りロボットが発表され、これまでに、現実とフィクションの中から30のロボットが殿堂入りしている。当初、殿堂入りした多くのロボットは現存しないか、マーズ・ローバーのようにアクセスできないか、あるいは紙上や映像の中で描かれたものであり、ロボット殿堂はオンライン上のみの存在であった。その後、2009年6月にカーネギー・サイエンス・センターに恒久的なロボット展示場「Roboworld」が開館し、その中にロボット殿堂も組み入れられた。
2003年から2010年までの選考は、ロボット研究者らで構成される選考委員により行われた。ロボット殿堂の選考へのノミネートは広く開かれており、短い段落にまとめた推薦理由や必要に応じてビデオテープを選考委員会に送付することで候補に加えられた。
2012年には選考プロセスが大きく変更され、一般投票が加えられた。学術界、産業界、そして愛好家などで構成されるロボット専門家107人によって、候補ロボットが選定された。そして、これら専門家によって候補は4つのカテゴリー「教育＆消費者」「エンターテインメント」「産業＆サービス」「研究」に分類され、予備選考として各カテゴリーから3位までのロボットが選出された。そして、オンライン投票システムにより一般の投票者は、カテゴリーごとに1候補ずつ投票することができた。一般投票が5割、専門家らの投票が5割の重みになるよう調整され、最終的に殿堂入りするロボットが確定された。ロボット殿堂の理事である Shirley Saldamarco はこの変更について以下のように述べた：
2012年の選考以降は、殿堂入りしたロボットは発表されていない。

## 殿堂入りしたロボットの一覧

2003年に殿堂入りした「HAL 9000」

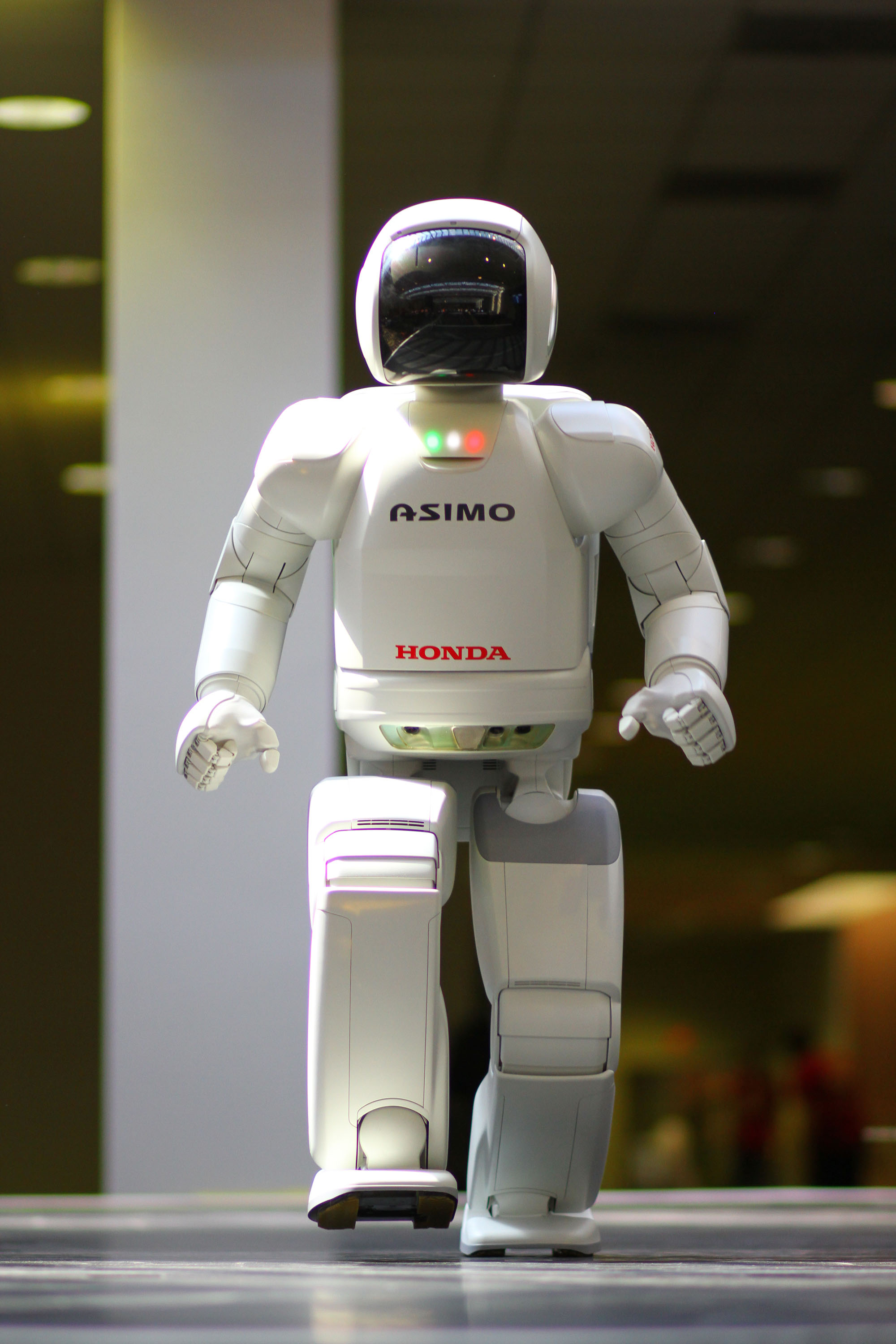
2004年に殿堂入りした「ASIMO」

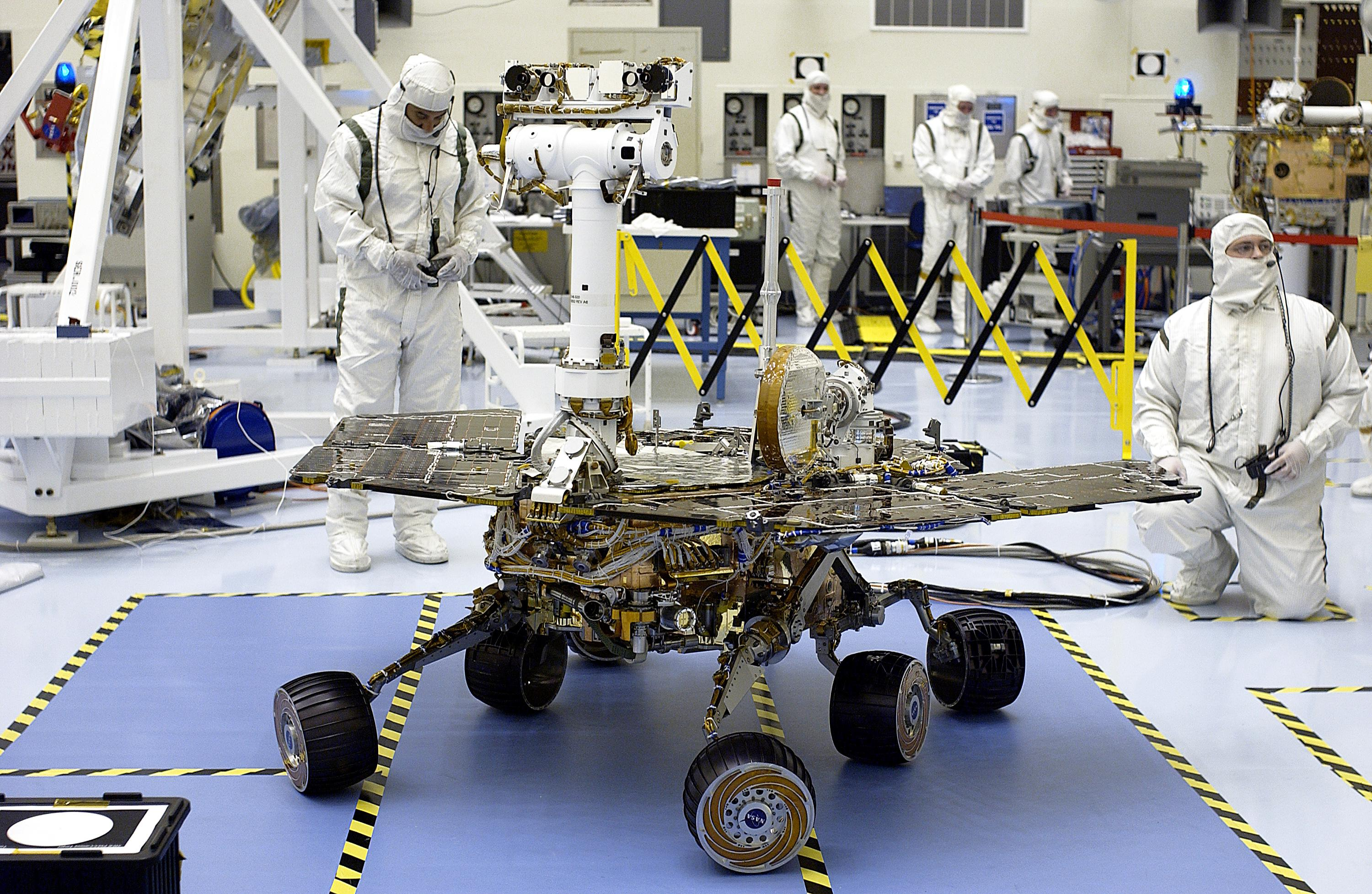
2010年に殿堂入りした「オポチュニティ」

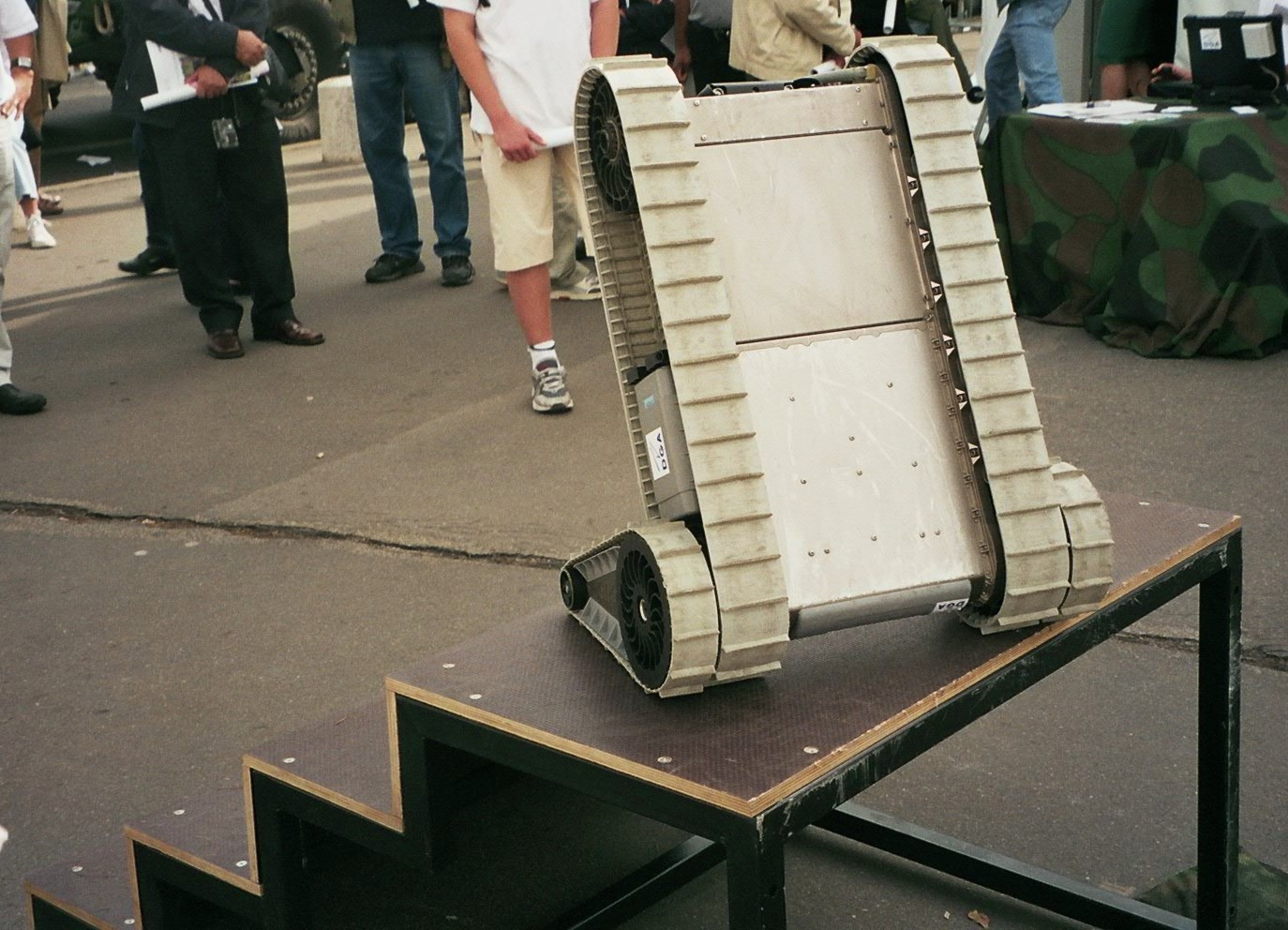
2012年に殿堂入りした「パックボット」

| 選出年 | 名前                         | 説明                                                                           | 製作者                                                                             | 分類               | 出典   |
| ------ | ---------------------------- | ------------------------------------------------------------------------------ | ---------------------------------------------------------------------------------- | ------------------ | ------ |
| 2003   | HAL 9000                     | 映画『2001年宇宙の旅』のキャラクター                                           | アーサー・C・クラーク                                                              | エンターテイメント | [ 14 ] |
| 2003   | R2-D2                        | 『スター・ウォーズシリーズ』のキャラクター                                     | ジョージ・ルーカス                                                                 | エンターテイメント | [ 15 ] |
| 2003   | ソジャーナ                   | マーズ・ローバー                                                               | NASA                                                                               | 研究               | [ 16 ] |
| 2003   | ユニメート                   | 最初の産業用ロボット                                                           | ジョージ・デボル, ジョセフ・エンゲルバーガー                                       | 産業＆サービス     | [ 17 ] |
| 2004   | ASIMO                        | ヒューマノイドロボット                                                         | 本田技研工業                                                                       | 研究               | [ 18 ] |
| 2004   | 鉄腕アトム                   | 『鉄腕アトム』シリーズのキャラクター                                           | 手塚治虫                                                                           | エンターテイメント | [ 19 ] |
| 2004   | C-3PO                        | 『スター・ウォーズシリーズ』のキャラクター                                     | ジョージ・ルーカス                                                                 | エンターテイメント | [ 20 ] |
| 2004   | ロビー・ザ・ロボット         | 映画『禁断の惑星』のキャラクター                                               | シリル・ヒューム                                                                   | エンターテイメント | [ 21 ] |
| 2004   | シェーキー                   | 自身の動作を推論できる世界初の汎用移動ロボット                                 | SRIインターナショナル                                                              | 研究               | [ 22 ] |
| 2006   | AIBO                         | ペットロボット                                                                 | ソニー                                                                             | 教育＆消費者       | [ 23 ] |
| 2006   | デイビッド                   | 映画『A.I.』のキャラクター                                                     | ブライアン・オールディス                                                           | エンターテイメント | [ 24 ] |
| 2006   | ゴート                       | 映画『地球の静止する日』のキャラクター                                         | エドモンド・H・ノース                                                              | エンターテイメント | [ 25 ] |
| 2006   | マリア                       | 映画『メトロポリス』のキャラクターで、映画で描かれた最初のロボットとされる     | テア・フォン・ハルボウ、フリッツ・ラング                                           | エンターテイメント | [ 26 ] |
| 2006   | SCARA （水平多関節ロボット） | 組立作業用の4軸産業用ロボットで、Selective Compliance Assembly Robot Armの略。 | 山梨大学（牧野洋）                                                                 | 産業＆サービス     | [ 27 ] |
| 2008   | データ                       | 『スタートレック』のキャラクター                                               | ジーン・ロッデンベリー                                                             | エンターテイメント | [ 28 ] |
| 2008   | マインドストーム             | ロボット製作キット                                                             | レゴ                                                                               | 教育＆消費者       | [ 29 ] |
| 2008   | Navlab 5                     | 自動運転車                                                                     | カーネギーメロン大学                                                               | 研究               | [ 30 ] |
| 2008   | Raibert Hopper               | 単脚跳躍ロボット                                                               | マーク・レイバート                                                                 | 研究               | [ 31 ] |
| 2010   | da Vinci サージカルシステム  | 手術支援ロボットシステム                                                       | インテュイティヴ・サージカル                                                       | 産業＆サービス     | [ 32 ] |
| 2010   | デューイ                     | 映画『サイレント・ランニング』のキャラクター                                   | スティーブン・ボッコ, マイケル・チミノ, デリック・ウォシュバーン                   | エンターテイメント | [ 33 ] |
| 2010   | ヒューイ                     | 映画『サイレント・ランニング』のキャラクター                                   | スティーブン・ボッコ, マイケル・チミノ, デリック・ウォシュバーン                   | エンターテイメント | [ 33 ] |
| 2010   | ルーイ                       | 映画『サイレント・ランニング』のキャラクター                                   | スティーブン・ボッコ, マイケル・チミノ, デリック・ウォシュバーン                   | エンターテイメント | [ 33 ] |
| 2010   | オポチュニティ               | マーズ・ローバー                                                               | NASA                                                                               | 研究               | [ 34 ] |
| 2010   | ルンバ                       | 自律型掃除用ロボット                                                           | iRobot                                                                             | 教育＆消費者       | [ 35 ] |
| 2010   | スピリット                   | マーズ・ローバー                                                               | NASA                                                                               | 研究               | [ 34 ] |
| 2010   | ターミネーターT-800          | 映画『ターミネーター』のキャラクター                                           | ジェームズ・キャメロン, ゲイル・アン・ハード                                       | エンターテイメント | [ 36 ] |
| 2012   | ビッグドッグ                 | 四足歩行ロボット                                                               | ボストン・ダイナミクス, フォスター・ミラー, NASAジェット推進研究所, ハーバード大学 | 研究               | [ 37 ] |
| 2012   | Nao                          | 自律型ヒューマノイド                                                           | アルデバランロボティクス                                                           | 教育＆消費者       | [ 38 ] |
| 2012   | パックボット                 | 軍事用ロボット                                                                 | iRobot                                                                             | 産業＆サービス     | [ 39 ] |
| 2012   | ウォーリー                   | 映画『ウォーリー』のキャラクター                                               | アンドリュー・スタントン                                                           | エンターテイメント | [ 40 ] |